# Magyar–cseh háború (1468–1478)
A cseh háború (1468–1478) akkor kezdődött, amikor Hunyadi Mátyás magyar király megszállta a Cseh Királyságot. Mátyás betört az országba azzal az ürüggyel, hogy Csehországot visszaadja a katolicizmusnak; akkoriban a huszita király, Podjebrád György uralta. Mátyás inváziója nagyrészt sikeres volt, így megszerezte az ország nagy részét.  Prágát azonban nem foglalta el. Végül mind Mátyás, mind György királynak kiáltják ki magukat, bár egyikük sem szerezte meg az összes szükséges címet. Amikor György 1471-ben meghalt, utódja, II. Ulászló folytatta a harcot Mátyással. 1478-ban a háború a brünni és az olmützi szerződések nyomán véget ért. Mátyás halála után 1490-ben Ulászló lett Magyarország és Csehország királya.

## Háttér
Mátyás uralkodása kezdetén folytatta apja, Hunyadi János politikáját Magyarország, a „kereszténység védőbástyája” a török elleni védelmében. Mátyás azonban minden évben hadjáratokat vezetett, és arra a felismerésre jutott, hogy a 15. század végére már nem lehet kiszorítani Európából az oszmán törököket. Mivel Mátyás a határok védelmének súlyos költségeit viselte és neheztelt keresztény szomszédaira, például III. Frigyesre, aki Mátyás hadjárata idején gyakran beavatkozott a magyarországi belügyekbe, ezért azt a radikális döntést hozta, hogy egyezséget köt a törökkel, lehetővé téve a nyugati irányú hadakozást.

## A háború
Mátyás 1468-ban háborút indított Csehország ellen, azzal az ürüggyel, hogy azt a földet visszaadja a pápaságnak. Podjebrád György, a cseh király, aki egykor Mátyást védte, túlságosan csábító célponttá tette magát, amikor két pápából ellenséget csinált és elidegenedett legtöbb katolikus szomszédjától. Mátyás elfoglalta Györgytől Morvaországot és Sziléziát és kikiáltotta magát cseh királlyá; Mátyás azonban soha nem tudta elfoglalni Prágát a huszitáktól. A háború II. György utódjával folytatódott, mígnem ez utóbbi 1478-ban aláírta Mátyással a brünni békeszerződést, amely elismerte a magyar király hódításait. 
Mátyás 1490-ben bekövetkezett halálával Ulászló lett Mátyás utódja mind a magyar, mind a cseh királyi trónon.

## Fordítás
Ez a szócikk részben vagy egészben  a   Bohemian–Hungarian War (1468–1478) című angol Wikipédia-szócikk fordításán alapul.  Az eredeti cikk szerkesztőit annak laptörténete sorolja fel. Ez a jelzés csupán a megfogalmazás eredetét és a szerzői jogokat jelzi, nem szolgál a cikkben szereplő információk forrásmegjelöléseként.